# Rudolf Burkert
Rudolf Burkert   (Polubný, 31 d'octubre de 1904 - Alemanya Occidental, 7 de juny de 1985) va ser un saltador amb esquís i especialista en combinada nòrdica txecoslovac, d'origen germànic, que va competir durant la dècada de 1920 i 1930.
El 1928 va prendre part en els Jocs Olímpics de Sankt Moritz, on guanyà la medalla de bronze en la prova de salt amb esquís. En aquest mateixos Jocs fou dotzè en la prova de la combinada nòrdica.
Al Campionat del Món d'esquí nòrdic guanyà dues medalles. D'or el 1927, a Cortina d'Ampezzo, en combinada nòrdica, i de plata, el 1933, a Innsbruck, en salt amb esquís.